# Brian Alleyne
Sir Brian George Keith Alleyne (* 28. April 1943 in Roseau, Dominica) ist ein Jurist und Politiker der Dominica Freedom Party (DFP), der unter anderem zwischen 1990 und 1995 Außenminister, von 1995 bis 1996 Oppositionsführer im House of Assembly sowie zwischen 2005 und 2008 kommissarischer Präsident (Acting Chief Justice) des Obersten Gerichtshofes der Organisation Ostkaribischer Staaten ECSC (Eastern Caribbean Supreme Court) war.

## Leben

### Rechtsanwalt, Abgeordneter und Minister
Brian George Keith Alleyne, Sohn des Richters Keith Alleyne und dessen Ehefrau Hermia Alleyne, absolvierte ein Studium der Rechtswissenschaften und erhielt nach der Prüfungsvorbereitung an der Gibson & Weldon School of Law im November 1966 seine Zulassung als Rechtsanwalt (Barrister) an der Anwaltskammer (Inns of Court) von Lincoln’s Inn. Nach seiner Rückkehr nahm er im Januar 1967 eine Tätigkeit als Rechtsanwalt in Dominica auf.
Als Kandidat der Dominica Freedom Party (DFP) wurde Alleyne bei den Wahlen am 21. Juli 1980 erstmals zum Mitglied des House of Assembly gewählt, des Unterhauses von Dominica. Dort vertrat er bis zur nach seinen Wiederwahlen am 1. Juli 1985, am 28. Mai 1990 sowie am 12. Juni 1995 bis zu seinem Mandatsverzicht am 1. Juli 1996 den Wahlkreis Mahaut.
Am Tage seiner ersten Wahl wurde er am 21. Juli 1980 von Premierministerin Mary Eugenia Charles zunächst zum Innenminister (Minister of Home Affairs) in deren erstes Kabinett berufen. Nach einer Kabinettsumbildung übernahm er am 1. Juli 1985 im zweiten Kabinett Charles die Posten als Generalstaatsanwalt, Minister für Rechtsangelegenheiten und Arbeitsminister (Attorney General and Minister of Legal Affairs and Labour), ehe er zuletzt am 28. Mai 1990 im dritten Kabinett Charles die Funktion als Außenminister und Minister für die Einheit der Organisation Ostkaribischer Staaten (Minister of External Affairs and OECS Unity) übernahm. Diesen Posten bekleidete er bis zum Ende der Amtszeit von Premierministerin Mary Eugenia Charles am 14. Juni 1995, deren DFP die Wahlen am 12. Juni 1995 verloren hatte und mit fünf Sitzen nach der des neuen Premierministers nur noch zweitstärkste Kraft im House of Assembly wurde. Er war des Weiteren zeitweilig Mitglied des Kronrates (Queen’s Council), Generalstaatsanwalt für die Inseln über dem Winde (Windward Islands) sowie kommissarischer Richter am Obergericht der Inseln über dem Winde und der Inseln unter dem Winde (Windward and Leeward Islands High Court). Für seine juristischen Verdienste wurde er 1991 Senior Counsel(SC) der Anwaltskammer von Dominica (Commonwealth of Dominica Bar), für die er sich auch als Vizepräsident und Sekretär engagierte. Darüber hinaus war er Direktor und Vizepräsident der Organisation der Rechtsanwaltsvereinigungen der Karibik (Commonwealth Caribbean Bar Associations) sowie Direktor der Karibischen Gesellschaft für Menschenrechte und Rechtshilfe (Caribbean Human Rights and Legal Aid Company).

### Oppositionsführer und Präsident desEastern Caribbean Supreme Court
Nach der Wahl am 12. Juni 1995 übernahm Brian Alleyne den Posten als Oppositionsführer. Die Funktion des Leader of the Opposition übte er jedoch nur ein Jahr lang bis 1996 aus und wurde dann von Roosevelt „Rosie“ Bertrand Douglas von der Dominica Labour Party (DLP) abgelöst, nachdem der DFP durch eine Entscheidung des Obergerichts (High Court) ein Parlamentsmandat aberkannt wurde und unbesetzt blieb.
Nach seinem Mandatsverzicht und Ausscheiden aus dem House of Assembly wurde Brian Alleyne am 1. Juli 1996 zum Richter am Obersten Gerichtshof der Organisation Ostkaribischer Staaten ECSC (Eastern Caribbean Supreme Court) berufen. Dort wurde er später am 1. Juli 2003 zum Berufungsrichter (Justice of Appeal) ernannt und schließlich am 1. März 2005 als Nachfolger des aus St. Vincent und die Grenadinen stammenden Adrian Saunders zum kommissarischen Präsidenten (Acting Chief Justice) des Obersten Gerichtshofes der Organisation Ostkaribischer Staaten berufen. Diesen Posten bekleidete er bis zum Erreichen der Altersgrenze von 65 Jahren am 28. April 2008 und wurde daraufhin von Hugh Rawlins aus St. Kitts und Nevis abgelöst. Als Chief Justice war er somit der oberste Richter der Gerichte für Anguilla, Antigua und Barbuda, Britische Jungferninseln, Dominica, Grenada, Montserrat, St. Kitts und Nevis, St. Lucia sowie St. Vincent und die Grenadinen. Für seine Verdienste wurde er im Juli 2007 zum Knight Bachelor geschlagen.
Aus seiner Ehe mit Brenda McMillan Alleyne gingen zwei Söhne und eine Tochter hervor.